# Charly Nestor
Charly Nestor, né le 10 avril 1964 à Paris, est un animateur et producteur de télévision et un réalisateur français.
Avec son compère Jean-Marc Lubin, ils ont formé à la télévision le duo Charly et Lulu dans de nombreuses émissions de divertissement, notamment le Hit Machine sur M6. Ils ont aussi été auteurs de chansons parodiques (Le feu ça brûle).

## Biographie

### Enfance et études
Charly Nestor est d'origine antillaise. Il naît à Paris et grandit à Gonesse (Val-d'Oise), au quartier de La Madeleine, où il fait ses études au collège Philippe Auguste avant de s'inscrire au lycée de Gonesse.

### Carrière
En 1987, Charly Nestor infiltre le monde de la télévision qui le passionne en travaillant pour TF1 avec GLEM, la société de production de Gérard Louvin avec Guy Lux et Jean-Pierre Foucault.
De 1988 à 1994, il travaille chez Coyote, la société de production de Christophe Dechavanne où il sera chauffeur de salle pour l'émission Ciel mon mardi ! et Coucou c'est nous !, avant d'intervenir comme chroniqueur. À cette occasion, il rencontre Jean-Marc Lubin (Lulu) qui s'occupe du minitel.
De 1992 à 1994 il présente d'une émission de variétés sur TF1 avec Jean-Marc Lubin (Lulu) qui produit par Guy Lux Génération Gold en prime-time comme le style de Succès Fous et avant Les Années Tubes de Jean-Pierre Foucault les artistes, les groupes, et les présentateurs sont des invités et des parodies.
En 1993 toujours sur TF1 il invite chez Philippe Risoli avec Jean-Pierre Descombes pour Le juste prix (la grande finale du dimanche) puis il présente tant que Laurent Cabrol ou Bernard Montiel Une famille en or avec la voix off de Jean-Pierre Descombes et de 1992 à 1994 il présente La Une est à vous qui remplace Bernard Montiel ou encore Vidéo Gag avec Bernard Montiel qui remplace Alexandre Debanne   
En 1994, avec la fin de Coucou, le duo Charly et Lulu part pour France 3 dans une émission estivale 40° à l'ombre et Fa Si La Chanter avec Pascal Brunner sans Lulu ou encore le 1er avril 1995 il présente Questions Pour Un Champion (1 émission sans Julien Lepers) puis France 2 où, en compagnie de Maureen Dor, ils animent l'émission Chalu Maureen, un programme pour la jeunesse jusqu'en juin 1995.
De 1995 à 1996, ils animent une émission de radio intitulée L'agence sur RTL2 et il anime les émissions sur RTL entre Studio 22 et Stop ou encore, puis aussi une émission spéciale en direct au studio de rue de bayard de 18 h 30 à 21 h 00 avec Lulu toujours sur RTL le 30 décembre 1995 avec les animateurs Nagui, Julien Lepers, Vincent Perrot, Laurent Petitguillaume, Fabrice et  André Torrent.
En juillet 1995, le duo déménage chez M6 et présente pendant treize années l'émission musicale le Hit Machine. Ils présentent également des émissions en prime time et la quotidienne Faites comme chez vous ! (avec ses personnages récurrents, tels que Marie-Thérèse).
En 1997, le duo parodie leurs invités de l'époque, les boys bands, en incarnant les « Top Boys », un groupe monté de toutes pièces, avec leur tube Le feu ça brûle (album : Même pas mâles). Ils deviendront plus tard « Les Marseillais » avec leurs chants de supporters.
En 2001, il est directeur des programmes de la chaine de télévision Canal Web.
Vivant en Floride depuis 2002, il est contraint de faire des allers-retours entre la France et les États-Unis. Là-bas, il produit les spectacles d'artistes français se produisant aux États-Unis. Il produit différents artistes, programmes ou évènements et réalise des courts métrages et des clips musicaux.
En 2004, il a réalise le clip de Flamme pour le chanteur Slaï.
En 2008, Charly et Lulu quittent le Hit Machine. On retrouve le duo sur TF6 avec La Grande Soirée de la Loose.
Ils ressuscitent les concerts géants Dance Machine et l'ambiance du Hit machine en présentant La tournée des années 90 - Génération dance machine.
En 2009, son projet de chaine de télévision locale à destination des francophones installés aux États-Unis, « My rendez-Vous TV »[réf. nécessaire], n'ayant pas abouti, il cherche encore le moyen de diffuser du contenu aux francophones des États-Unis. Finalement, la chaîne Canal Bleu est lancée fin 2012 et en test pour quelques mois.
Le 15 novembre 2016, le duo annonce son retour sur Internet en 2017 avec une émission appelée Charly et Lulu TV. Cette émission n'aura rien à voir avec l'émission plateau du Hit Machine qui fut à l'antenne jusqu'en 2008,.